# Lethyna evanida
Lethyna evanida är en tvåvingeart som först beskrevs av Mario Bezzi 1924.  Lethyna evanida ingår i släktet Lethyna och familjen borrflugor.
Artens utbredningsområde är Etiopien. Inga underarter finns listade i Catalogue of Life.